# Atanazy Benoé
Atanazy Benoé (11. března 1827 Niegowice u Gdówa – 9. března 1894 Vídeň) byl rakouský šlechtic a politik polské národnosti z Haliče, v 2. polovině 19. století poslanec Říšské rady.

## Biografie
Vystudoval gymnázium a pak vysokou školu v Krakově, kde studoval zemědělství. Následně se věnoval správě svého statku. Působil jako politik. V letech 1861 až 1863 byl poslancem Haličského zemského sněmu.
Působil též jako poslanec Říšské rady (celostátního parlamentu Předlitavska), kde usedl v doplňovacích volbách roku 1882 (poté, co zemřel poslanec Ladislaus Pęgowski) za kurii velkostatkářskou v Haliči. Slib složil 14. března 1882. Mandát obhájil v řádných volbách roku 1885, slib složil 2. října 1885. Opětovně byl zvolen i ve volbách roku 1891. Poslancem byl do své smrti roku 1894. Ve volebním období 1879–1885 se uvádí jako rytíř Athanasius Benoe, statkář, bytem Niegowice. Patřil mezi polské národní poslance a zasedal v parlamentním Polském klubu, jehož předsedou se stal v únoru 1893.
Zemřel v městském hotelu ve Vídni v březnu 1894 ve věku 67 let. Dlouhodobě trpěl plicními a srdečními obtížemi. Po několik dnů předtím již byl těžce nemocen a vedení Polského klubu v Říšské radě po něm převzal Filip Zaleski. Den před smrtí se pak k bolestem přidal zápal plic. Poslední rozloučení se konalo za účasti špiček nejen polské politické reprezentace ve Vídni. Tělo pak mělo být převezeno ho haličského Kłaje, podle jiného zdroje do domovských Niegowic.
Byl posledním příslušníkem svého rodu.